# Турки

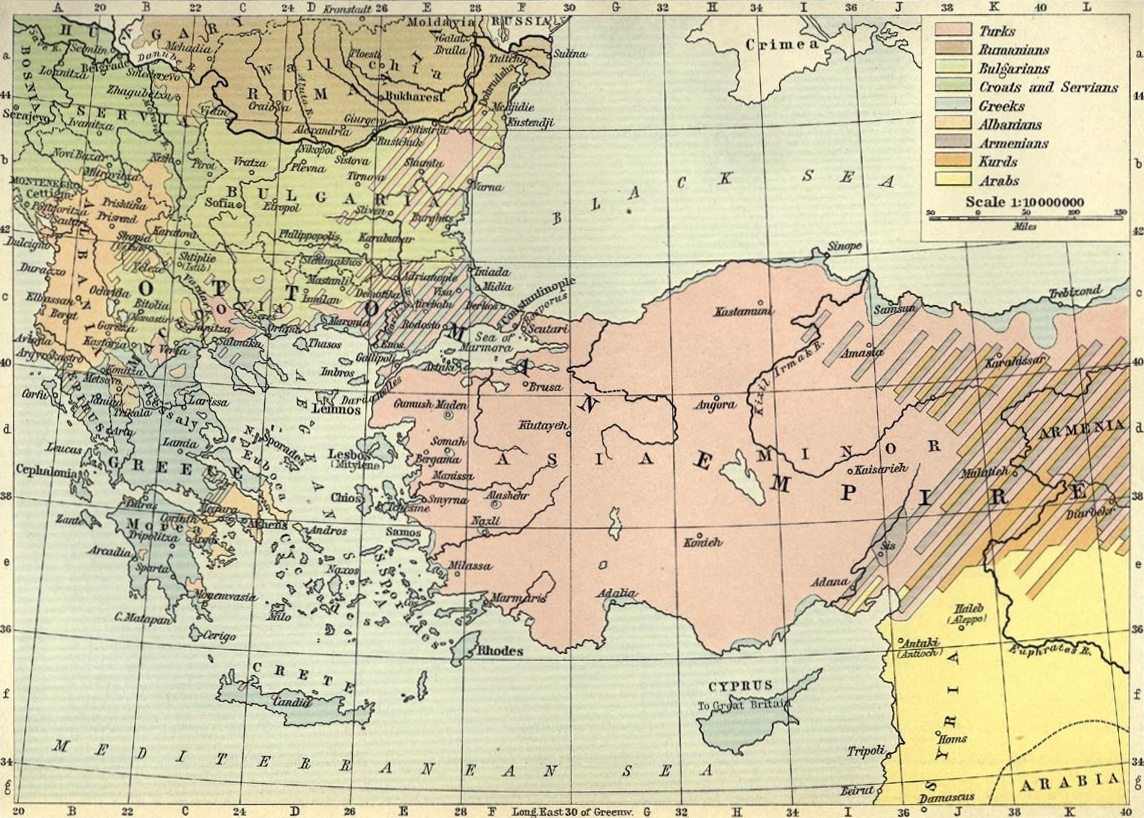
Території мешкання турків (1911)

Ту́рки або турчини (тур. Türkler) — народ загальною чисельністю близько 70 млн осіб родом із Середнього Сходу, основне населення Туреччини.

## Історія
Предки турків — огузи — почали переселятися з Середньої Азії на територію Туреччини близько 1000 років тому, асимілюючи корінне населення, представлене греками на заході (Іонія, Каппадокія), а також курдами і вірменами на сході (Кілікія). До складу турецького народу також увійшли яничари, що комплектувалися з хлопчиків балканських народів, у тому числі слов'ян.

## Релігія
Турки сповідують Іслам

## Турецька діаспора
Історично найвідоміша турецька діаспора існувала в Кримському ханстві — васальній державі Османської імперії. Проте до XVIII століття, коли Крим окупувала Російська імперія, турки майже повністю інтегрувалися в кримськотатарський етнос. Під сильним впливом османської мови склався південний діалект кримськотатарської мови (два інші діалекти, що мають кипчацьке походження, помітно відрізняються від нього лексично і граматично).
Зараз найбільша турецька діаспора є в країнах, що раніше входили до складу Османської імперії. У арабських країнах (країни Магрибу, Єгипет, Сирія, Ірак) турки не відчувають релігійного тиску, проте в той же час їх можливість вивчати рідну мову і підтримувати культурні зв'язки з Туреччиною серйозно обмежується.
Набагато гірше становище турків у немусульманських країнах. Однією з причин є історична пам'ять: Османська імперія проводила агресивну політику відносно немусульманських народів. Погане ставлення до турків поширюється і на місцевих жителів, яких було отуречено або які прийняли іслам — наприклад, на мусульман у Боснії.
Турки-месхетинці, що жили в Грузії, неодноразово наражалися на гоніння. 1944 року разом із деякими іншими народами вони були депортовані. В наш час турки-месхетинці проживають у Туреччині та країнах ЄС.
Вельми неприязне ставлення до турків дотепер поширене і на побутовому, і на офіційному рівні в Греції, Вірменії і Болгарії. У Болгарії за часів правління Тодора Живкова було зроблено спробу насильницької «інтеграції» турків у болгарське суспільство.
Турецька діаспора в Німеччині утворилася в результаті «економічного дива» 1960-х рр., коли в результаті економічного зростання зріс попит на робочу силу, тоді як населення Німеччини не тільки не росло, але навіть зменшувалося. У зв'язку з цим до Німеччини прибула велика кількість турків. Відбувалися зіткнення між турками і німецькими націоналістами. Проте в 1990-х рр. ситуація стала поліпшуватися, хоча вона все ще далека від ідеалу — німецький уряд почав цілеспрямовану програму з інтеграції турків у німецьке суспільство при збереженні їхньої національної ідентичності.
На Кіпрі в результаті невдалої спроби приєднання острова до Греції і блискавичної війни 1974 року, що відбулася за тим, утворилася невизнана Турецька Республіка Північного Кіпру, звідки були вигнані греки, а їхнє майно перейшло до турків. У той же час багато турків було вимушено покинути грецьку частину острова. 2004 року Кіпр було прийнято в ЄС без північної (турецької) частини. На референдумі турки проголосували за об'єднання острова, проте греки проігнорували референдум, оскільки на голосування не було винесено важливе для них питання про реституцію власності.
У 1990-х рр. у зв'язку зі збільшенням торговельних контактів між Україною та Туреччиною стала рости швидкими темпами турецька діаспора в Україні. У Києві відкриваються туркомовні дитячі садки і школи. 

## Культура

#### Кулінарія
Турецька кулінарія з часів Османської імперії ввібрала в себе найкращі досягнення грецької, арабської кухні, що стало причиною її надзвичайного багатства і різноманітності. Кочовий спосіб життя стародавніх турків, нерозривно пов'язаний зі тваринництвом, зумовив велику різноманітність м'ясних страв, найвідомішими з яких є кебаб (ягня на рожні) і кебабпчис. З тієї ж причини йогурт міцно увійшов в число традиційних приправ до страв, а також як самостійний напій. Під упливом італійської кухні набула великого поширення так звана турецька піца. Оливкова олія є інгредієнтом багатьох турецьких страв і широко використовується в приготуванні їжі.
Серед напоїв популярні чай та кава по-турецьки.